# 13P/Olbers
13P/Olbers ist ein kurzperiodischer Komet, der die Sonne etwa alle 70 Jahre umkreist. Benannt wurde er nach seinem Entdecker Heinrich Wilhelm Olbers. Der Komet hat sein letztes Perihel am 30. Juni 2024 erreicht. Seine nächste Sonnenannäherung wird 2094 stattfinden.

## Beobachtungsgeschichte

### Entdeckung
Der Komet wurde am 6. März 1815 von Heinrich Wilhelm Olbers entdeckt. Am 26. April dieses Jahres war er mit einer scheinbaren Helligkeit von 5 mag gerade so mit bloßem Auge zu erkennen. Carl Friedrich Gauß berechnete Ende März 1815 seinen parabolen Orbit um die Sonne, Friedrich Bessel errechnete anhand von Beobachtungen vom Juni 1815 eine Umlaufdauer von 73,9 Jahren. Moderne Berechnungen ergaben für die Epoche von 1815 eine Umlaufdauer von 74,9 Jahren.

### 1887
| Umlaufzeiten seit 1815 |                      |
| Epoche                 | Umlaufzeit in Jahren |
| 1887                   | 72,37                |
| 1956                   | 69,54                |
| 2024                   | 69,25                |
| 2094                   | 70,72                |

Im Laufe des Jahres seiner berechneten Wiederkehr blieb der Komet zunächst unentdeckt, bis er am 25. August zufällig durch William Robert Brooks erkannt wurde. Er beschrieb 13P als ein Objekt, das leicht mit einem 9-Zoll-Reflektor zu beobachten sei und sich durch einen hell leuchtenden Kern sowie einen schwachen Schweif auszeichne. Seine scheinbare Helligkeit nahm bis einige Tage nach Erreichen des Perihels am 8. Oktober weiter zu, bis zu einem Wert von 9 mag.

### 1956
Im Jahr seiner zweiten errechneten Wiederkehr wurde der Komet am 4. Januar von Antonín Mrkos wiederentdeckt,  auf einer Fotoplatte, die bereits am 12. November 1955 am McDonald-Observatorium in Texas belichtet worden war. Der Komet stand zu diesem Zeitpunkt mit einer geschätzten scheinbaren Helligkeit von 16 mag im südlichen Sternbild Eridanus. Er erreichte das Perihel am 19. Juni des Jahres. Bei einer Größenklasse von 6,5 mag erschien sein Schweif auf etwa einem Grad Länge.

### 2024

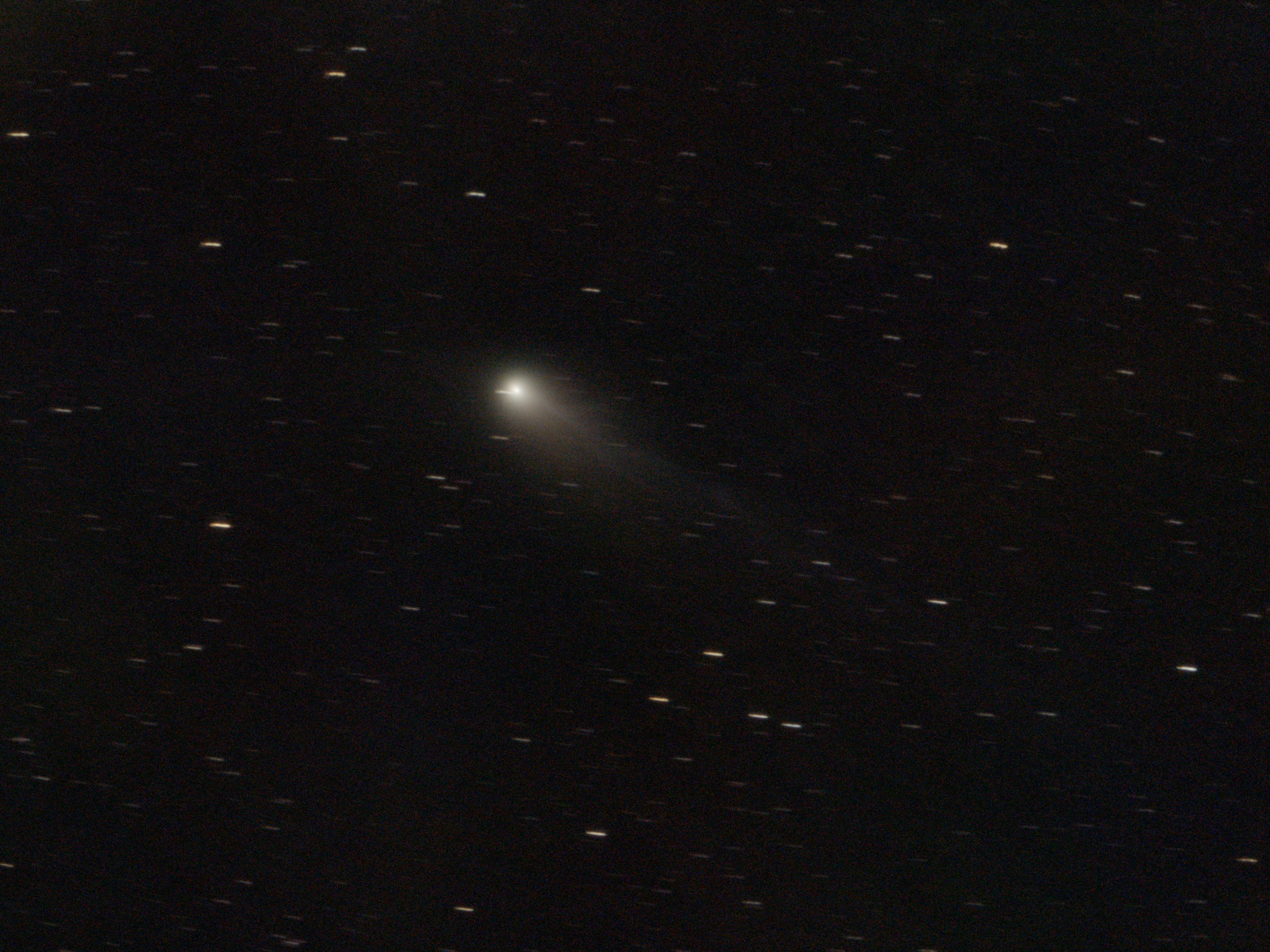
Komet Olbers am 24. Juni 2024

Während der nächsten Epoche wurde der Komet am 24. August 2023 von Alan Hale mit dem Siding-Spring-Observatorium im Südwesten Australiens entdeckt. Danach wurde er auch auf Bildern vom 13. August erkannt, mit einer scheinbaren Helligkeit von etwa 22 mag. Bis 14. Januar 2024 zeigte er bei 15,3 mag eine stark verdichtete Koma mit 0,9 Bogenminuten Durchmesser und einen etwa eine Bogenminute messenden, schwach erscheinenden Schweif. Am 10. März erschien er 11,4 mag hell und die Koma maß 4 Bogenminuten. Mit 9,2 mag war er am 12. April eine Größenklasse heller als die Ephemeriden. Sein Perihel erreichte 13P/Olbers am 30. Juni bei einem Sonnenabstand von 1,18 AE (1,94 AE von der Erde entfernt). Seine größte scheinbare Helligkeit dieser Epoche lag zwischen 6 und 7 mag. Die nächste Wiederkehr soll 2094 stattfinden, das Perihel wurde für den 20. März dieses Jahres errechnet.

## Meteorschauer
Es wird vermutet, dass 13P/Olbers mit einem Meteorschauer auf dem Mars in Verbindung steht, der dort jährlich aus der Umgebung des Sterns Murzim (Beta Canis Majoris) erscheint. Die Umlaufbahnen von Mars und Komet nähern sich bis auf 0,0266 AE an und die Meteore treffen mit 27 km/s auf die Marsatmosphäre.

## Weiterführende Links
- Simulation der Umlaufbahn von 13P erstellt vom JPL (Java) / Ephemeris
- 13P in "Gary W. Kronk's Cometography"
- 13P auf der Internetseite des japanischen Amateurastronomen Kazuo Kinoshita
- 13P im Kometenkatalog von Seiichi Yoshid